# Sztyeppréti sáska
A sztyeppréti sáska (Stenobothrus nigromaculatus) a sáskafélék családjába tartozó, Eurázsiában honos sáskafaj.

## Megjelenése
A sztyeppréti sáska testhossza a hím esetében 10-20 mm, a nőstény 18-25 mm. Közepes termetű sáskafaj. Alapszíne zöldes, néha szürke vagy barna. A hím potrohvége gyakran élénk narancssárga vagy sárga, a csápja világosszürke és a vége kifelé hajlik. A torpajzs fehéressárgás vonallal jelölt élei kissé befelé törnek és fekete sávok szegélyezik őket. Az elülső szárny szürkésbarna, a hím esetében olyan széles mint a hátsó comb és kb. a térdig ér, a nősténynél keskenyebb és jóval a térd előtt végződik. Az elülső szárnyon a mediális mező hosszú, jóval túlér a szárny felén, sötét foltokkal tarkított és jellegzetes létrás erezetű; a fehéres stigma a szárnyvéghez közel helyezkedik el. A szárnyvégek elkeskenyedők. A hátsó lábszár pirosas színű, az ajaktapogatók fehérek.  
Ciripelése közepesen hangos. Éneke 2-6 magas, nagyjából 1-1,5 másodperc hosszú cirpelésből áll, melyek 1-3 másodpercenként követik egymást. Egy cirpelésen belül a hang egyre erősödik, majd hirtelen abbamarad.

### Hasonló fajok
Leginkább a jajgató rétisáska hasonlít hozzá, de a többi Stenobothrus fajjal is összetéveszthető. 

## Elterjedése
Eurázsiában honos, Észak-Spanyolországtól egészen Szibériáig. Magyarországon elterjedt, de nem gyakori faj. 

## Életmódja
A száraz és meleg, rövid és ritkás füvű, legeltetett gyepek, legelők lakója. Füvekkel táplálkozik.  
Kifejlett egyedeivel júniustól szeptemberig találkozhatunk. Az intenzív udvarlásban a hímek néha néhány percig pózolnak a nőstény előtt. Az udvarló éneket a hátsó lábszárak és a csápok élénk mozgatása kíséri. A nőstények a talajba vagy mohába rakják petéiket. Az áttelelő petékből április-májusban kelnek ki a lárvák, amelyek négyszer vedlenek.

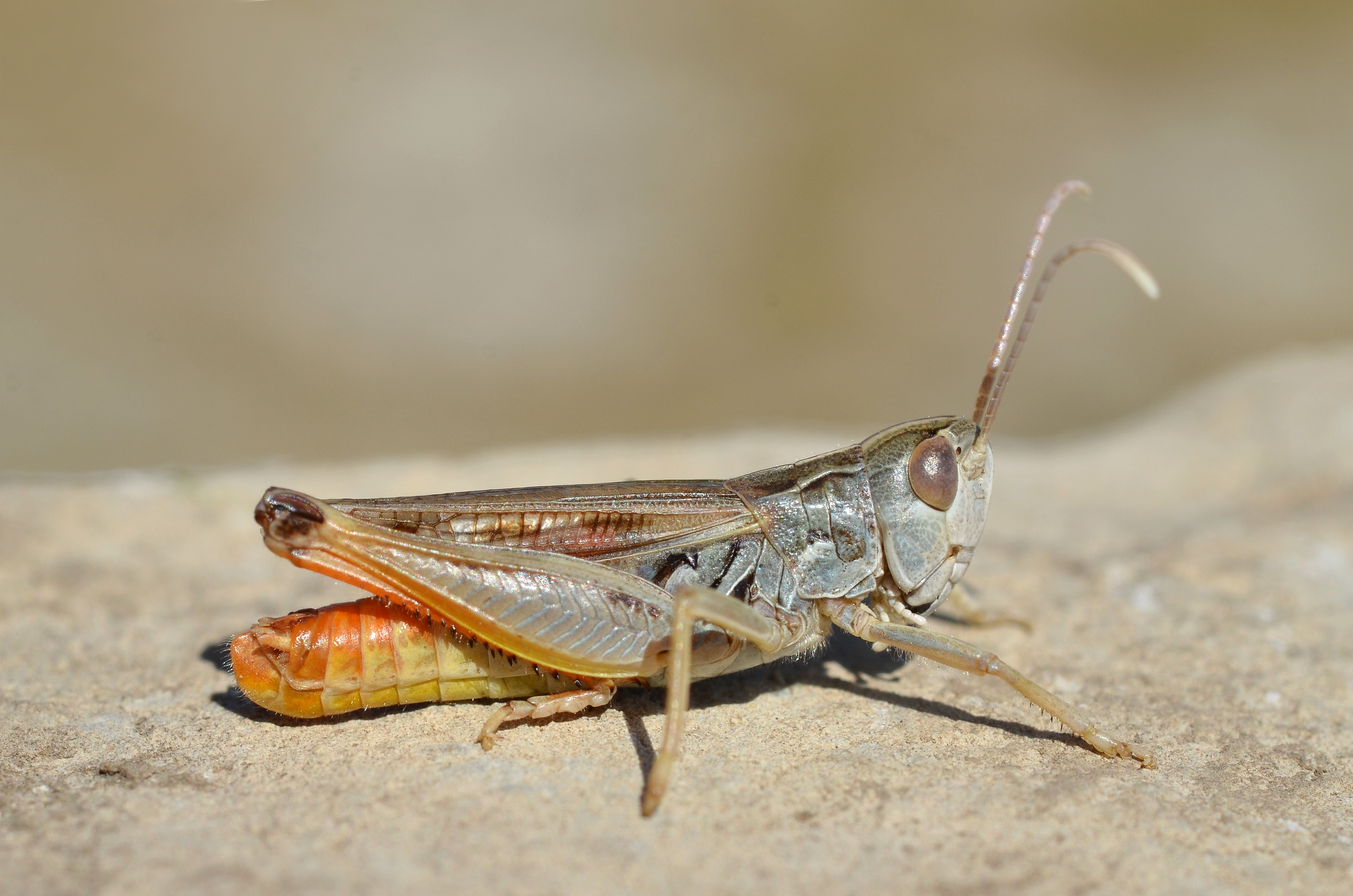
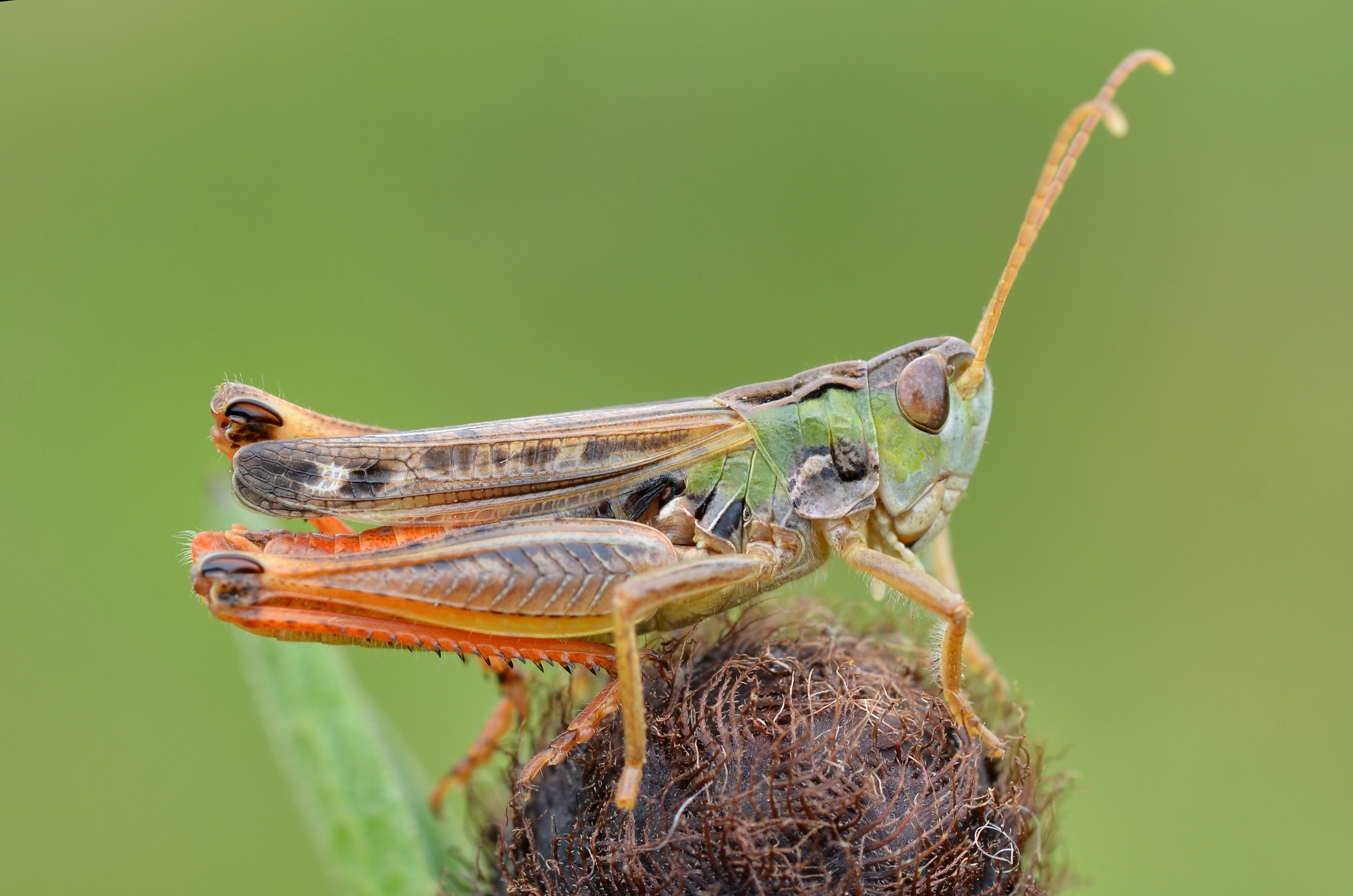
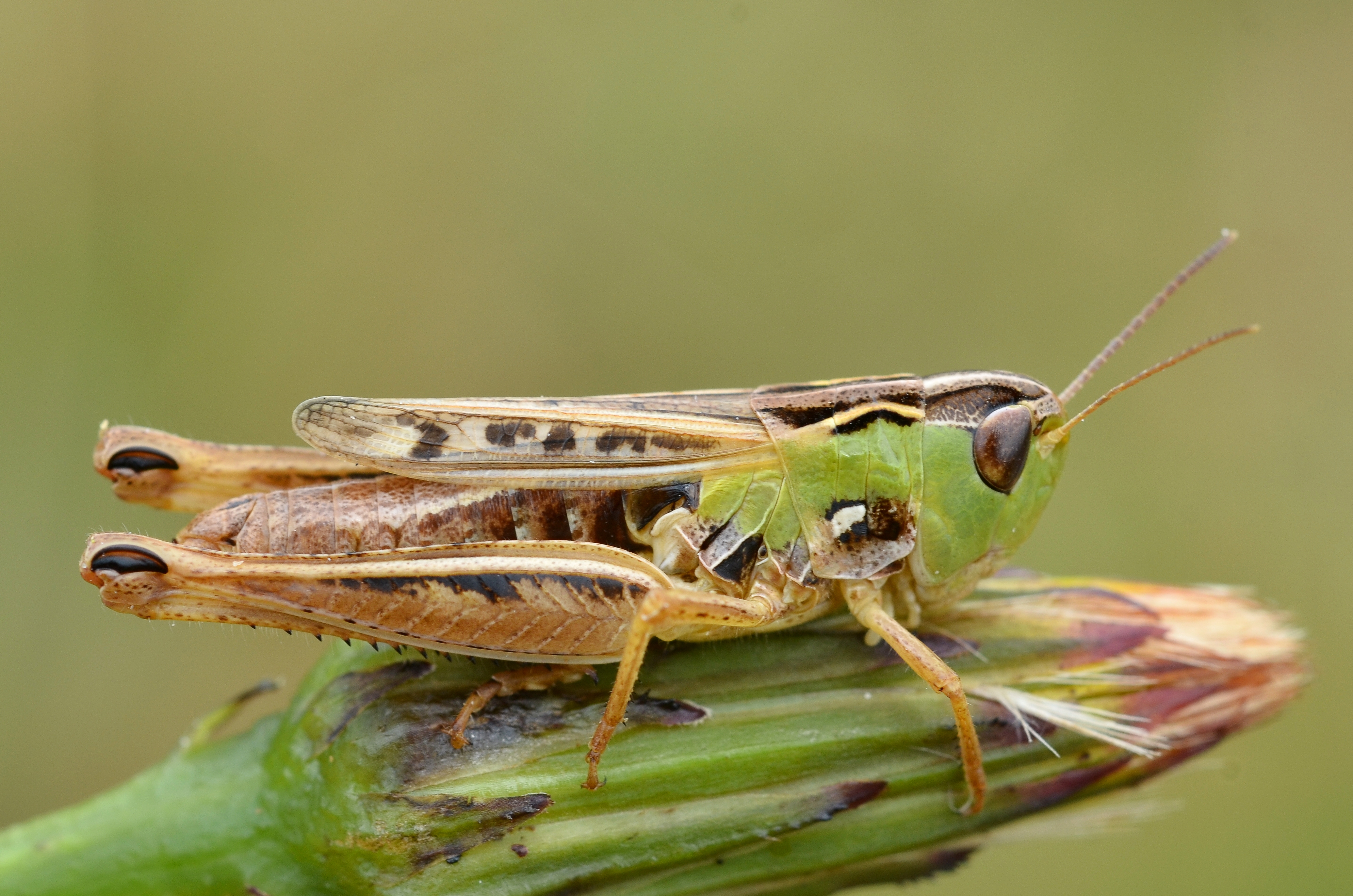
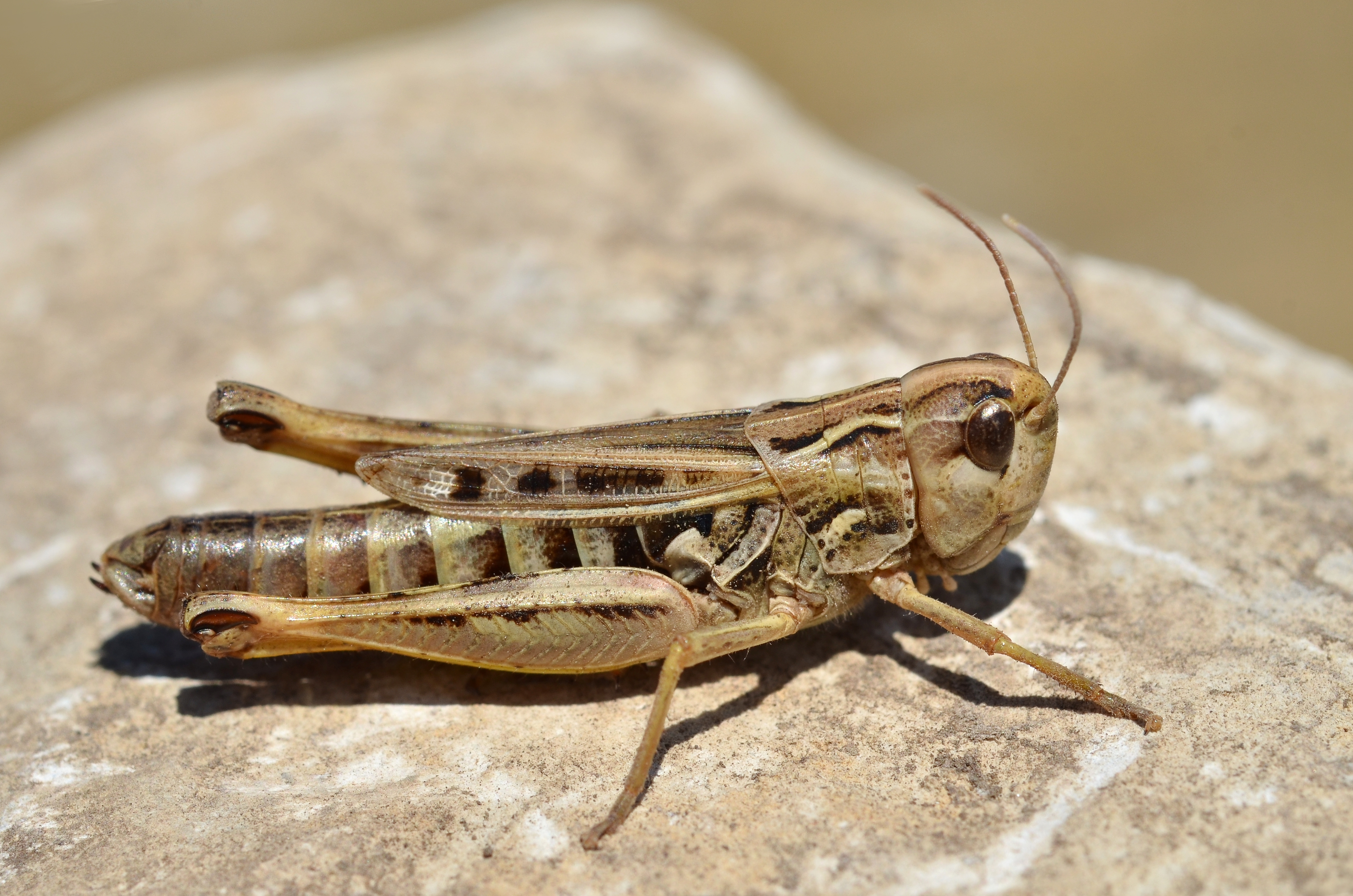

Magyarországon nem védett.